# Tricomoníase
Tricomoníase é uma infeção causada pelo parasita Trichomonas vaginalis. Cerca de 70% das mulheres e homens não manifestam sintomas quando são infetados. Nos casos em que se manifestam sintomas, geralmente só têm início de 5 a 28 dias após a exposição ao parasita. Entre os sintomas mais comuns estão prurido nos órgãos genitais, corrimento vaginal com mau odor, ardor ao urinar e dor durante as relações sexuais. A tricomoníase aumenta o risco de contrair VIH/SIDA e pode causar complicações durante a gravidez.
A tricomoníase é uma infeção sexualmente transmissível (IST) que é geralmente transmitida através de sexo vaginal, oral ou anal. Pode também ser transmitida pelo contacto entre órgãos genitais. As pessoas infetadas são capazes de transmitir a doença mesmo quando não manifestam sintomas. O diagnóstico é confirmado pela detecção do parasita no corrimento vaginal através de observação ao microscópio, cultura microbiológica da vagina ou da urina, ou pela detecção do ADN do parasita. Podem ainda ser realizados exames complementares para detecção de outras IST.
Entre os métodos de prevenção estão a abstinência sexual, a utilização de preservativo, evitar duches vaginais e procurar tratamento para infeções sexualmente transmissíveis antes de aceitar um novo parceiro sexual. A tricomoníase pode ser curada com antibióticos como o metronidazol ou o tinidazol. Os parceiros sexuais devem ser igualmente tratados. Cerca de 20% das pessoas contraem uma nova infeção nos três meses posteriores ao tratamento.
Em 2015 ocorreram cerca de 122 milhões de novos casos de tricomoníase em todo o mundo. A doença é mais comum entre mulheres do que entre homens. O parasita Trichomonas vaginalis foi identificado pela primeira vez em 1836 pelo bacteriologista francês Alfred Donné, mas só em 1916 é que foi reconhecido como o agente causador da doença.

## Sinais e sintomas
Muitas vezes a Tricomoníase não apresenta sintomas e por isso a maioria dos homens e mulheres não sabem que estão infectados. Quando apresenta sintomas, eles são diferentes em homens e mulheres:
Mulher
A Tricomonas vaginalis infecta principalmente o epitélio escamoso do sistema genital. Os sintomas na mulher aparecem entre 5 a 28 dias após a infecção e podem incluir:
- Vulva irritada, dolorida com coceira;
- Dor durante a relação sexual (dispareunia)
- Vagina inflamada (vaginite);
- Dor ao urinar (disúria);
- Secreção vaginal espumosa de cor branco, amarelada ou marrom de odor desagradável "de peixe" (apenas em 40% dos casos).
- Aumento na frequência das micções poliúria, que se assemelham aos de uma infecção do trato urinário baixo.

Ao exame, o cérvice uterino apresenta um aspecto de colpis macularis (descrito como aspecto de morango ou framboesa). Dor abdominal pode ser indicativa de infecção de um ureter ou rim. Citologicamente, displasia e metaplasia do tecido cervical podem ser induzidas pelo parasita.
Nas infecções crônicas, os sintomas são discretos e o corrimento vaginal, pouco intenso; estas formas são de grande importância na propagação de outras DSTs.
A Tricomoníase também é uma das principais causas de vaginite (infecção da vagina) em mulheres.
Homem
A maioria dos homens com tricomoníase não manifestam habitualmente sintomas (estado assintomático) ou apenas sintomas leves, mas podem infectar as suas parceiras sexuais. Alguns homens apresentam:
- Secreção uretral, espumosa e semelhante ao pus;
- "Queimação" ao urinar (disúria);
- Urinar mais  vezes por dia (poliúria), principalmente de manhã;
- Irritação da uretra (uretrite).

## Complicações
A contaminação por bactérias oportunistas são ocorrência comum em ambos os sexos e podem agravar os sintomas de infecção urinária.
Estudos demonstraram que o T. vaginalis favorece a transmissão do HIV, tanto pelas lesões e sangramento de mucosa que produz, como pela estimulação de reação inflamatória, atraindo para o local infiltração de leucócitos, inclusive Linfócitos T CD4+ e macrófagos (células alvo do HIV). Além disso, está associado a bebês de baixo peso e nascimentos prematuros em mulheres infectadas. Predispõe mulheres à Doença Inflamatória Pélvica, câncer de cévix uterino e infertilidade. Já foi descrita a sua associação com ruptura prematura de membrama amniótica, endometrite pós-parto, adesão e oclusão tubária (levando à infertilidade), e até feto natimorto e morte neonatal.
No homem, a infecção do epidídimo, que causa dor testicular, é possível. A próstata também pode infectar-se, mas o papel do T. vaginalis na patogenia das prostatites não é muito claro. A infecção do epidídimo pode resultar em infertilidade.

## Diagnóstico
No caso das mulheres, o diagnóstico geralmente estabelece-se em poucos minutos, examinando uma amostra da secreção vaginal ao microscópio. No caso dos homens, é necessária a coleta de secreção uretral por meio de Zaragatoa ou alça de platina, preferencialmente pela manhã, quando a secreção é mais abundante. A massagem prostática pode auxiliar na sua detecção. O material deve ser analisado imediatamente. Concomitantemente, devem ser efetuadas análises para outras doenças de transmissão sexual, cujo risco de contágio acompanha o da tricomoníase (Como sífilis, HIV, gonorreia e Hepatite B).
Em ambos os sexos, pode fazer-se também o diagnóstico através da coleta de urina de primeiro jato, a qual é imediatamente concentrada por meio de centrifugação, e analisada em preparações a fresco à microscopia óptica (o parasita tem aspecto e motilidade característicos) ou em preparações coradas.
Os mesmos materiais podem ser submetidos ao cultivo microbiológico, sendo recomendável o cultivo simultâneo de material em meios específicos para Neisseria gonorrhoeae e a investigação da presença de Chlamydia Trachomatis e Ureaplasma urealyticum (outras doenças sexualmente transmissíveis causadoras de uretrite, as quais podem estar presentes concomitantemente ou não com a tricomoníase). A cultura mais demorada (usualmente demora de três a cinco dias), mas é considerada mais sensível que o exame microscópico, sendo cerca de 80% a 90% dos casos diagnosticados pela cultura positivos à microscopia. É comum a associaçâo do T. vaginalis com a Neisseria gonorrhoeae e com micoplasmas, em virtude de sua capacidade de fagocitar estes organismos. É também frequente o sinergismo com bactérias anaeróbicas. Nas mulheres pode haver colpite, manifesta à colposcopia pelo "colo em framboesa" e pelo aspecto tigróide à análise pelo Teste de Schiller.
Técnicas de Reação de Polimerase em Cadeia (PCR) estão disponíveis e são altamente sensíveis e específicas, porém de custo elevado. Técnicas imunológicas (como aglutinação e ELISA) de detecção também são disponíveis, mas são de sensibilidade e especificidades variáveis em virtude de aspectos clínicos da doença.
Tricomoníase é associada ao gene ATAD2.

## Prevenção
Evita-se a transmissão do parasita causador da doença praticando o sexo seguro, ou seja, pela adequada higiene genital, diminuindo-se o número de parceiros sexuais e usando-se preservativos. Tanto o preservativo masculino quanto o feminino provaram-se eficazes em reduzir as chances de contaminação.

## Tratamento
O tratamento, que é específico e eficiente, pode ser realizado com os quimioterápicos: nitroimidazólicos, metronidazol ou tinidazol, administrados em dose oral única. Na gestação, até o primeiro trimestre, não é recomendado o uso dos nitroimidazólicos devido a seu potencial mutagênico e carcinogênico observado em animais (não comprovado em humanos); aconselha-se o uso de clotrimazol tópico, de eficácia moderada (cura em 40-60% dos casos), por ser inócuo ao feto. Na nutriz, recomenda-se a suspensão da amamentação durante o tratamento. Efeitos colaterais (incomuns) podem incluir cefaléia, náusea, boca seca, e gosto metálico; muito raramente, efeitos no Sistema Nervoso podem ocorrer, incluindo encefalopatia, convulsões, perda de coordenação motora e ataxia. Efeitos alérgicos também são possíveis. O consumo de álcool deve ser evitado, pois sua associação pode resultar em efeitos colaterais importantes. Também devem ser evitados os anticoagulantes orais..
Todos os parceiros sexuais devem ser simultaneamente tratados, de maneira a se evitar a re-infecção. Pelo menos até que se tenha a certeza de cura, os pacientes devem utilizar preservativos em todas as relações sexuais. É estimado que 20% dos pacientes tratados voltam a se infectar em menos de 3 meses.
A doença não confere imunidade permanente, portanto a reinfecção é possível e deve ser diferenciada da falha terapêutica. A resistência aos imidazólicos é possível, porém é usualmente dose-dependente, bastando-se o retratamento com uma dose maior e/ou mais prolongada.
Sem tratamento a doença pode durar meses ou anos.